# Balipholite
La balifolite è un minerale appartenente al gruppo della carpholite.